# Antonio Matamala Sistac
Antonio Matamala Sistac (Binèfar, 13 de gener de 1929 - Barcelona, 6 d'abril de 1951) fou un futbolista de la Franja de Ponent de la dècada de 1940.

## Trajectòria
Començà a practicar el futbol a Àvila amb 16 anys. Més endavant, el seu pare, que era cap d'estació, fou traslladat a Mollerussa, i allí continuà practicant el futbol a la UE Lleida, CFJ Mollerussa, CF Balaguer i UE Tàrrega. En aquest darrer club destacà de forma brillant i el FC Barcelona decidí incorporar-lo l'any 1949. Amb el Barça només jugà un partit oficial a la Copa Eva Duarte, l'any 1949, essent cedit a la UE Lleida i al CE Sabadell.
Va morir molt jove (22 anys) per les complicacions d'una operació quirúrgica, l'any 1951.
El seu germà Conrado Matamala Sistac també fou futbolista.